# Noriko Išibašiová
Noriko Išibašiová (japonsky 石橋 紀子, * 5. května 1970) je bývalá japonská fotbalistka.

## Reprezentační kariéra
Za japonskou reprezentaci v letech 1989 až 1991 odehrála 3 reprezentační utkání. Byla členkou japonské reprezentace i na Mistrovství Asie ve fotbale žen 1989 a 1991.

## Statistiky
| Japonsko | Japonsko | Japonsko |
| Roky     | Záp.     | Góly     |
| -------- | -------- | -------- |
| 1989     | 1        | 1        |
| 1990     | 0        | 0        |
| 1991     | 2        | 0        |
| Celkem   | 3        | 1        |

## Úspěchy

### Reprezentační
- Mistrovství Asie:  1991;  1989